# Parornix betulae
Parornix betulae là một loài bướm đêm thuộc họ Gracillariidae. Nó được tìm thấy ở khắp châu Âu (ngoại trừ bán đảo Iberia, bán đảo Balkan và Mediterranean Islands), phía đông đến Hàn Quốc.

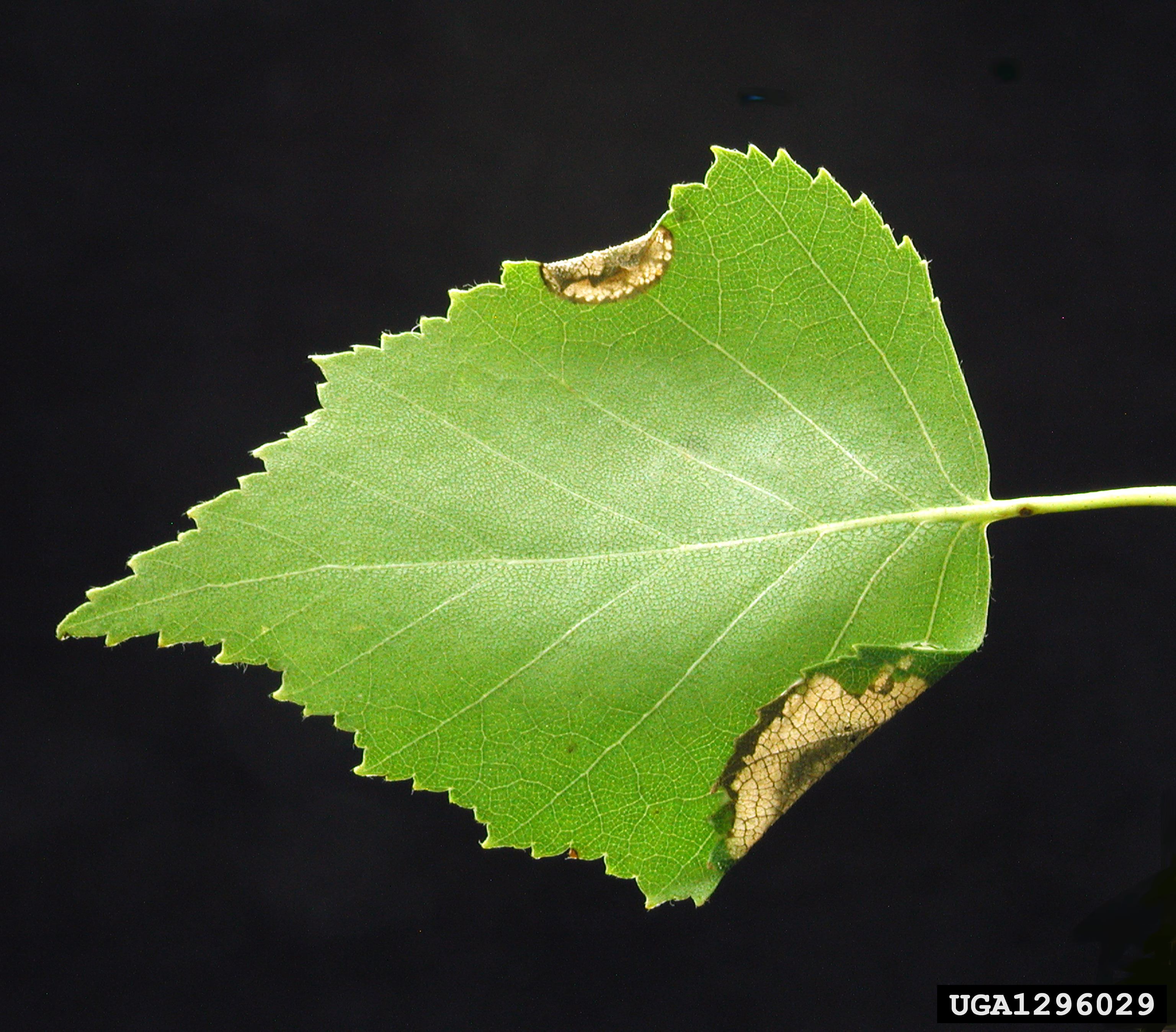
Damage

Sải cánh dài 9–10 mm. Con trưởng thành bay vào tháng 5 và tháng 8.
Ấu trùng ăn Betula alleghaniensis, Betula grossa, Betula humilis, Betula obscura, Betula papyrifera, Betula pendula, Betula pubescens, Betula nana và Betula utilis. Chúng ăn lá nơi chúng làm tổ.